# استپنوی کوچوک
استپنوی کوچوک (به لاتین: Stepnoy Kuchuk) یک منطقهٔ مسکونی در روسیه است که در سرزمین آلتای واقع شده‌است.